# St. Michaelis (Zeitz)

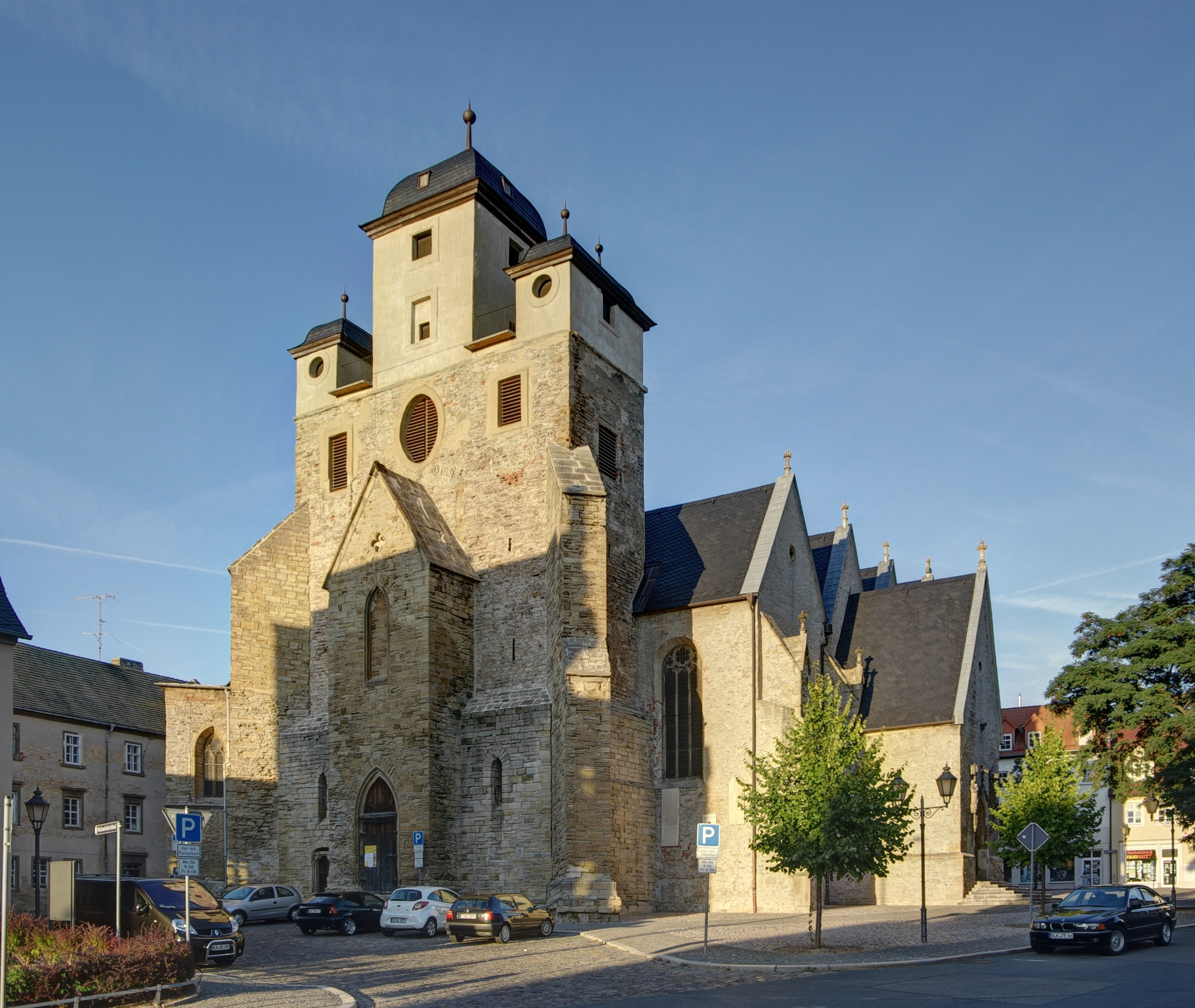
Die Michaeliskirche in der Altstadt

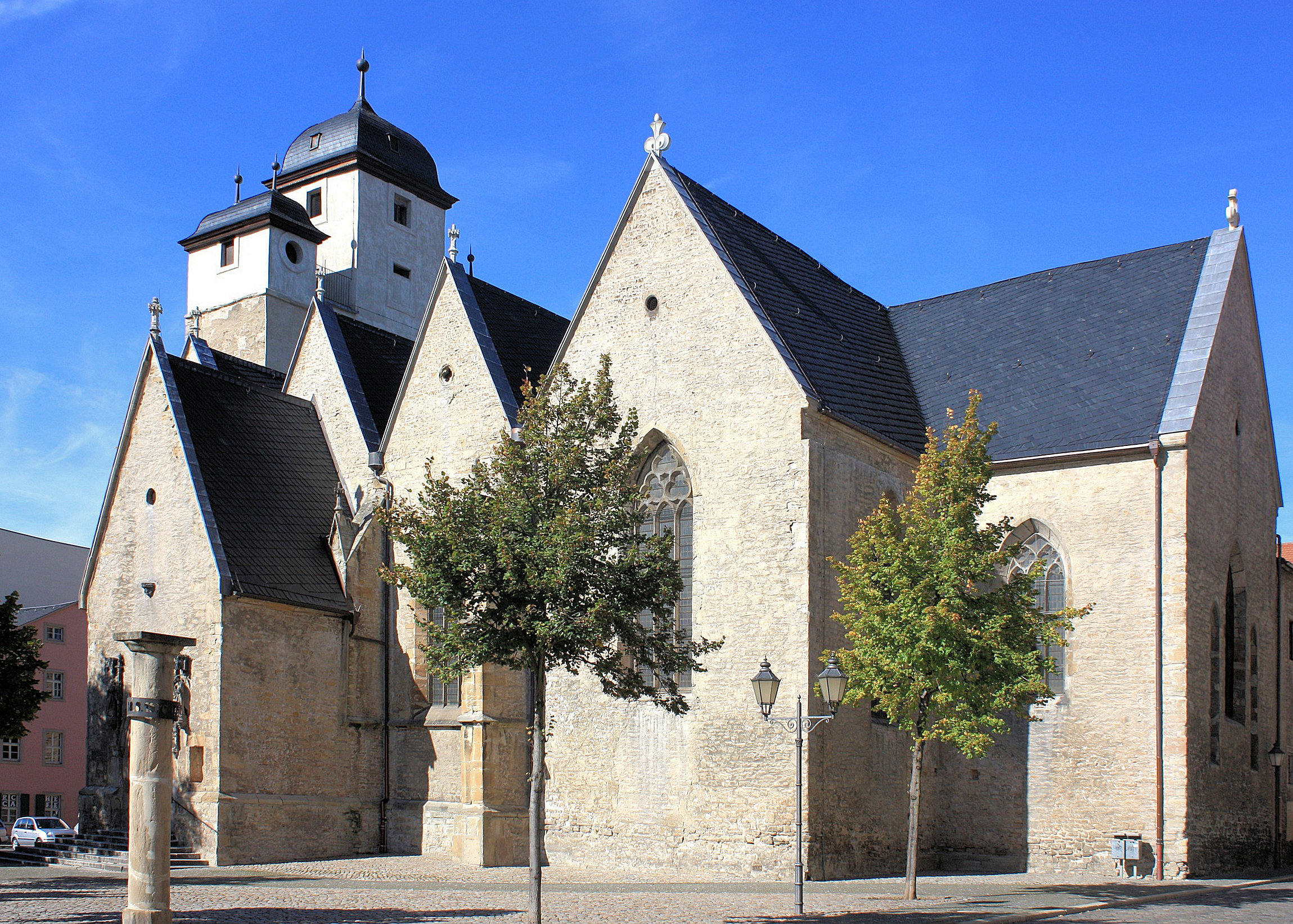
Rückseite, auf dem Michaeliskirchhof

St. Michaelis ist eine evangelische Kirche in der Altstadt von Zeitz in Sachsen-Anhalt, Deutschland. Die Kirchengemeinde gehört zur Region Zeitz im Kirchenkreis Naumburg-Zeitz der Evangelischen Kirche in Mitteldeutschland.

## Lage und Geschichte
Die Kirche steht zentral in der mittelalterlichen Altstadt von Zeitz auf dem Michaeliskirchhof unweit vom Roßmarkt. Zeitz war in seiner frühen Stadtgeschichte kleiner als die heutige Altstadt. Um die Michaeliskirche lag damals das der Stadt vorgelagerte Dorf Bosenrode. Bei der Kirche handelt es sich wahrscheinlich um den Nachfolger der alten Dorfkirche von Bosenrode.
Das Bauwerk war die Hauptpfarrkirche der Kirchengemeinde von Zeitz. Die Gemeinde wurde erstmals im Jahre 1154 urkundlich erwähnt. Es wird davon ausgegangen, dass sie seit mindestens dem 10. Jahrhundert besteht.
Im Jahre 1430 wurde die Kirche durch die Hussiten zerstört, aber wieder aufgebaut.

## Bauwerk
Die dreischiffige, vierjochige Hallenkirche ist nach Osten hin ausgerichtet und hat im Westen eine Doppelturmfront mit einem hohen Zwischenbau. In der nordwestlichen Ecke ist eine zweigeschossige Kapelle vorgelagert. Auf der Südseite gibt es eine Portalvorhalle.
Ein Vorgänger des heutigen Kirchenschiffes ist als schmaleres, romanisches Langhaus aus der Zeit um 1240 bekannt. Gegen 1300 wurde es als Basilika mit quadratischen Pfeilern und Arkadenbögen ausgebaut. Wesentliche Teile des Westbaus wurden um das Jahr 1500 errichtet. Im frühen 16. Jahrhundert wurde der Kernbau der Sakristei nach Norden erweitert. Die Turmaufsätze wurden im Jahre 1680 nach einem Brand im Jahre 1650 in ihrem bis heute bestehenden Stil des Barocks geformt.

## Ausstattung

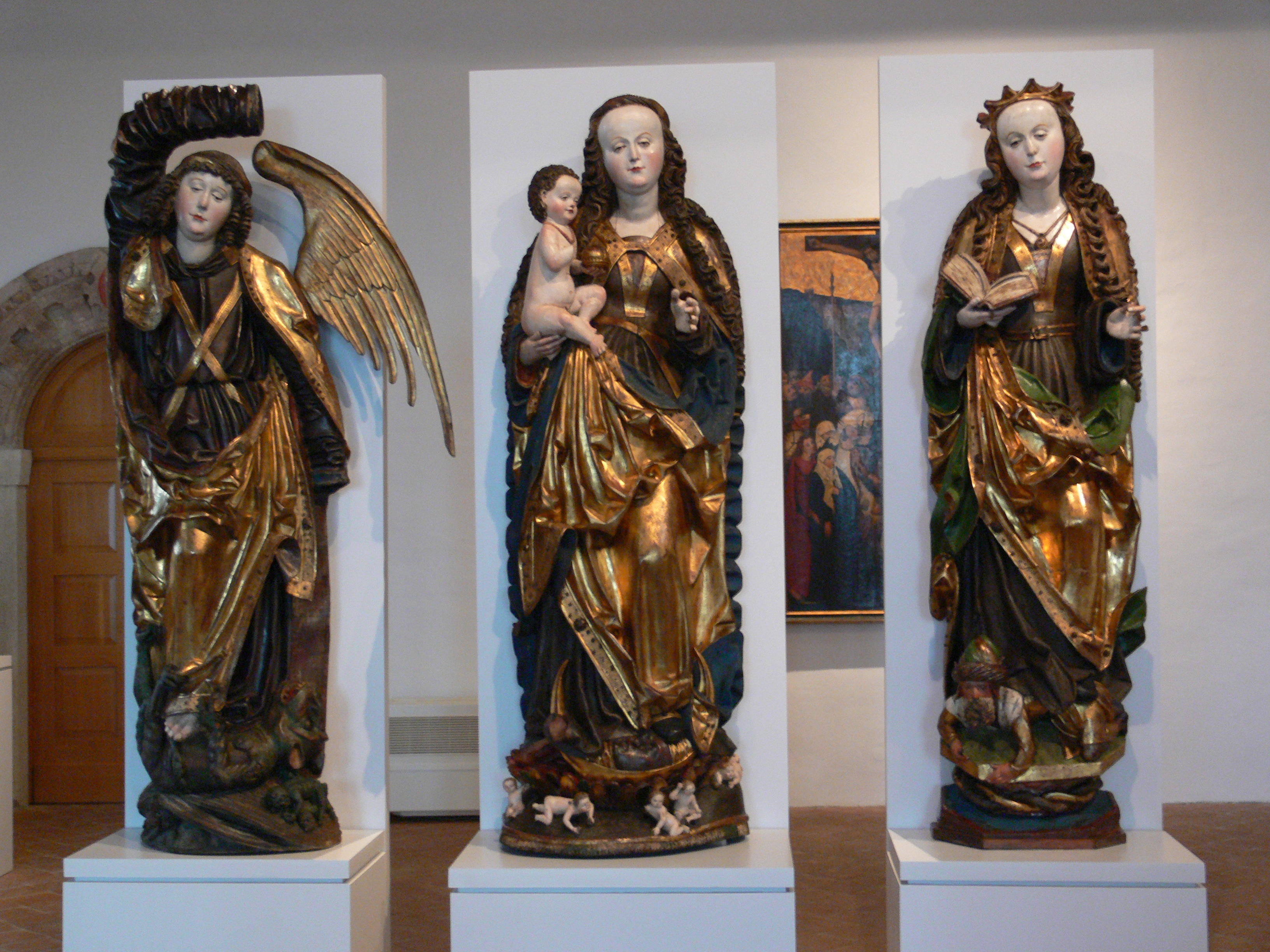
Figuren aus dem Hochaltar

Zur Ausstattung der Kirche gehören der Schrein eines Schnitzaltars mit biblischen Figuren aus der 1810 abgetragenen Annenkapelle in Zeitz sowie mehrere, teils nicht mehr vollständig erhaltene Holzkruzifixe aus dem 15. Jahrhundert. Weiterhin existieren noch Malereien aus dem 16. und 17. Jahrhundert, die biblische Apostel darstellen. Eine stammt aus der Werkstatt von Lukas Cranach dem Älteren. Außerdem stehen in der Kirche mehrere Inschriftgrabsteine aus dem 17. und 18. Jahrhundert.

### Orgel
Johann Michael Gottlob Böhme errichtete 1826 eine Orgel für St. Michaelis. Die jetzige Orgel ist in ihrer Grundsubstanz das op. 338 von Wilhelm Rühlmann aus dem Jahr 1911 mit 47 Registern auf drei Manualen und Pedal. Der Prospekt von Böhme wurde für den Einbau von Rühlmanns Orgelwerk beidseits um je ein Pfeifenfeld erweitert. Bereits 1917 wurden die zinnernen Prospektpfeifen für die Rüstungsindustrie beschlagnahmt und 1922 durch minderwertige Zinkpfeifen ersetzt. 1953 bis 1955 baute die Orgelbaufirma Schuster die Orgel um, stattete sie mit einem neuen Spieltisch aus und passte ihr Klangbild dem Zeitgeschmack an.  Acht Rühlmann-Register sind noch original erhalten, weitere 17 vom Namen her. Die 3268 Pfeifen stehen auf Kegelladen und können mit pneumatischen Ton- und Registertrakturen angespielt werden. Die Orgel ist nur noch eingeschränkt spielbar. Da Rühlmanns Windladen und Trakturen erhalten sind und die Originaldisposition überliefert ist, will ein Förderverein die Orgel auf ihren Ursprungszustand zurückrestaurieren und mit einigen elektronischen Spielhilfen ergänzen.

### Glocken
Die große Glocke der Kirche enthält ein Kreuzigungsrelief vom Ende des 13. Jahrhunderts.